# Polymeres Diphenylmethandiisocyanat

Allgemeine Struktur von PMDI mit n = 0, 1, 2 … 6. Es liegen verschiedene Konstitutionsisomere bezüglich der Isocyanat-Gruppen vor.

Polymeres Diphenylmethandiisocyanat (PMDI) auch Technisches MDI genannt, ist ein Stoffgemisch aus Methylendiphenylisocyanaten und homologen aromatischen Polyisocyanaten. Die Bezeichnung „Polymeres Diphenylmethandiisocyanat“ ist jedoch tatsächlich sachlich falsch, da es sich nicht um ein Polymer, sondern um ein Stoffgemisch aus Verbindungen mit mehreren (typischerweise bis 6) Phenylengruppen handelt, die je eine Isocyanat-Gruppe tragen. Häufige Handelsbezeichnung ist auch Polymethylenpolyphenylisocyanat.
PMDI wird als Bindemittel in Holzwerkstoffplatten, insbesondere bei OSB- oder Grobspanplatten eingesetzt und ist ein Ausgangsstoff zur Herstellung von Polyurethanen.

## Herstellung
Die technische Herstellung erfolgt aus 4,4′-Diaminodiphenylmethan (einem Methylendianilin, MDA) oder aus dessen Homologen mit Phosgen als Reaktant. Die Ausgangsstoffe werden zunächst durch Kondensation von Anilin mit Formaldehyd hergestellt.

## Zusammensetzung und Eigenschaften
Die Eigenschaften des PMDI bezüglich Reaktivität und damit der Einsetzbarkeit als Bindemittel werden im Wesentlichen durch folgende Faktoren beeinflusst:
- Anteile der MDI-Isomeren (4,4′-MDI, 2,4′-MDI, 2,2′-MDI)
- Molmassenverteilung

PMDI ist eine braune, sehr schwer entzündliche Flüssigkeit (Flammpunkt über 200 °C), die eine höhere Dichte als Wasser hat. Der Schmelzpunkt liegt bei ca. −24 °C. Bei 20 °C beträgt die Dichte rund 1,23 g·cm−3.

## Holzspanwerkstoffe
PMDI weist im Vergleich zu anderen in der Holzwerkstoffindustrie eingesetzten Klebstoffen einige Vorteile auf, die den höheren Preis insbesondere in Anwendungen mit höheren Anforderungen an Feuchtebeständigkeit oder Formaldehyd-Emission rechtfertigen:
- Hydrolysebeständigkeit
- frei von Formaldehyd
- niedrigerer Bindemittelbedarf